# Османска жандармерия
Османската жандармерия (на английски: Ottoman Gendarmerie, на турски: Jandarma, Zaptı), известна и като Заптие, е организация на силите за сигурност и обществения ред в Османската империя от XIX век. Първата официална организация на жандармерията е основана през 1869 година.

## История
След разтурянето на Еничарския корпус в Османската империя през 1826 година, са основани редица военни организации (Asâkir-i Muntazâma-i Mansûre, Asâkir-i Muntazâma-i Hâssa, а в 1834 година и Asâkir-i Redîfe), които да осигуряват сигурността и обществения ред в Анадола и в някои провинции на Румелия.
Тъй като терминът жандармерия е отбелязан само в документацията след декларацията на Танзимата от 1839 година, се приема, че жандармерийската организация е основаната след тази година, но точната дата все още не е определена. Така, датата на основаването на Асакир-и Заптие Низамнамеси (Asâkir-i Zaptiye Nizâmnâmesi) 14 юни 1869 година се приема за начало на турската жандармерия.
След Руско-турската война от 1877-1878 година, османският министър-председател Мехмед Саид паша решава да доведе британски и френски офицери, които да създадат съвременни правораздавателни органи. След Мюрцщегската реформена програма от 1904 година е предвидено редица британски, френски, руски, австро-унгарски и италиански офицери да поемат управлението и реформирането на Османската жандармерия в Македония. Определено е австро-унгарските офицери да контролират района на Скопие (Косовски вилает), руските офицери на Солун (Солунски вилает), италианските на Битоля и Костур (Битолски вилает), английските на Драма (Драмски санджак), а френските на Сяр (Сярски санджак). Главен ръководител на мисията е Емилио Деджорджис, а на съответните мисии са – майор Анли на британската, генерал Фьодор Шостак на руската, полковник Албера на италианската, полковник-лейтенант Веран на френската, полковник-лейтенант граф Йохан фон Салис на австро-унгарската, майор вон Алтен на немската.
След Младотурската революция от 1908 година, жандармерията постига големи успехи, особено в Румелия. През 1909 година жандармерията е присъединена към Министерството на войната, а нейното име е променено на Жандармерийско главно командване (Umûm Jandarma Kumandanlığı).
Подразделенията на жандармерията изпълняват задълженията си по вътрешна сигурност и участват в националната отбрана на различни фронтове като част от въоръжените сили по време на Първата световна война и войната за независимост на Турция.

## Галерия
- Британски офицери в Османската жандармерия, 1904 г.
- Италиански офицери в Османската жандармерия, 1904 г.
- Австро-унгарски офицери и дипломати в Османската жандармерия, 1907 г.
- Британски офицери в Османската жандармерия, 1907 г.